# رون ستون
رون ستون (بالإنجليزية: Ron Stone)‏ هو لاعب كرة قدم أمريكية أمريكي، ولد في 20 يوليو 1971 في بوسطن في الولايات المتحدة.

## وصلات خارجية
- رون ستون على موقع مرجع كرة القدم المحترفة.كوم (الإنجليزية)